# Actinodontium pygmaeum
Actinodontium pygmaeum là một loài rêu trong họ Daltoniaceae. Loài này được W.R. Buck mô tả khoa học đầu tiên năm 1998.